# كلوزية إسفينية
كلوزية إسفينية (الاسم العلمي:Clusia cuneata) هي نوع من النباتات تتبع جنس الكلوزية من فصيلة الكلوزية.